# Chris Leben
Chris Leben, född 21 juli 1980, är en amerikansk MMA-utövare som tävlar som mellanviktare i organisationen Ultimate Fighting Championship (UFC). Leben deltog under första säsongen av UFC:s realityserie The Ultimate Fighter 2004 och har sedan dess gått fler än 15 matcher i organisationen och bland annat besegrat Mike Swick, Patrick Côté, Jorge Santiago, Yoshihiro Akiyama och Wanderlei Silva. Innan karriären i UFC var han WEC:s första mellanviktsmästare och obesegrad i sina 13 första professionella MMA-matcher.